# Адальберон (епископ Лана)
Адальбе́рон (Асцелин) Ланский (фр. Adalbéron de Laon; ум. 1030/1031, аббатство Сен-Виктуар, Лан) — средневековый церковный и государственный деятель, писатель. Один из авторов учения о тройственном устройстве общества.

## Биография
Адальберон происходил из лотарингской династии Вигерихидов. Сын Ренье (Регинар), графа Бастони, правнук основателя династии Вигериха, племянник архиепископа Реймса Адальберона. Учился в школе аббатства Святого Ремигия в Реймсе. Благодаря протекции дяди в 977 году стал преемником умершего епископа Рорикона в епископстве Лан, главный город которого был тогда резиденции французских королей. В том же году брат короля Лотаря, Карл Лотарингский, обвинил Адальберона в адюльтере с супругой короля Эммой. Церковный синод под председательством Адальберона Реймсского оправдал королеву и епископа, а сам Карл был изгнан в Германию. В 986 году сын Лотаря, Людовик V, обвинил Адальберона Ланского в причастности к смерти отца и удалил его вместе со своей матерью из Лана.
После внезапной смерти Людовика V в 987 году Адальберон возвратился в Лан и стал одним из приближённых нового короля Гуго Капета. Во время войны с Карлом Лотарингским в 990 году Лан был захвачен, а Адальберон посажен в темницу, откуда вышел благодаря протекции Гуго Капета. В 991 году при посредничестве архиепископа Реймского Арнульфа Адальберон притворно примирился с Карлом Лотарингским. Войдя в доверие к Карлу и Арнульфу, 29 марта 991 года, в праздник Вербное Воскресенье, епископ вероломно предал их, передав в руки Гуго Капета. Карл Лотарингский вместе с семьей был посажен в крепость в Орлеане, а Арнульф смещён с поста архиепископа.
Адальберон до смерти оставался епископом Лана и советником Гуго и его сына короля Роберта II. После смерти Адальберона в 1030 или 1031 году кафедра Лана была вакантна до 1035 года, когда новым епископом был назначен Гебуин.

## Литературная деятельность
Адальберон автор сатирической поэмы «Carmen ad Rotbertum regem Francorum», посвященной королю Роберту II, написанной в форме диалога-спора с аббатом Клюни Одилоном.
В поэме Адальберон одним из первых изложил учение о тройственном устройстве общества, состоящем из упорядоченных разрядов (ordines): духовенство (oratores) заботится о духовном здоровье государства, рыцарство (bellatores, pugnatores) охраняет его, а пахари, трудящиеся (aratores, laboratores) кормят. Нарушение этого гармонического взаимодействия грозит самыми гибельными последствиями для всего организма: «Божий дом тройственен, веруют же во единого. Поэтому одни молятся, другие воюют, третьи трудятся, а вместе их — три разряда, и их обособление непереносимо».